# Kidō senshi Victory Gundam
Kidō senshi Victory Gundam (機動戦士Vガンダム?, Kidō senshi V Gandamu ,  "V Gundam il Fante Mobile") è una serie televisiva anime di 51 puntate, prodotta dalla Sunrise nel 1993; appartiene alla saga dell'Universal Century di Gundam.
Ultimo atto dell'Universal Century firmato da Yoshiyuki Tomino, Victory Gundam presenta diverse peculiarità. La serie fu progettata per rivolgersi ad una nuova generazione di fan di Gundam, cambiando quindi lo stile della saga: il protagonista Uso Ewin è il più giovane mai salito su un mobile suit, il mecha design è meno verosimile e il character design semplificato, mentre l'animazione risulta approssimativa, laddove la trama, al contrario, è forse la più tragica e adulta di tutta la saga, con la maggior parte dei personaggi principali che muoiono nel corso della storia. Della serie esiste anche un sequel in forma di manga, intitolato Kidō senshi Victory Gundam gaiden, realizzato da Yuichi Hasegawa e pubblicato su MS Saga dalla Bandai nel 1995.

## Trama
Sono trascorsi trent'anni dalle vicende narrate in Mobile Suit Gundam F91, ed è l'anno 0153 UC. Nelle colonie di Side 2, approfittando della sempre più evidente debolezza delle istituzioni federali, si è instaurato l'Impero Zanscare, i cui vertici mantengono il potere grazie ad un regime tirannico-religioso e pianificano la conquista degli altri Side, fino all'invasione della Terra, in nome della superiorità degli uomini dello spazio. 
Ad opporsi allo strapotere militare di Zanscare c'è anche la League Militaire, un movimento di resistenza debolmente supportato dall'esercito regolare della Federazione Terrestre, con i suoi mobile suit pilotati da giovani volontari. Tra questi Üso Ewin, un ragazzino newtype di tredici anni che si ritrova coinvolto in prima linea per difendere la propria città nell'Europa dell'Est. Ai comandi del Victory Gundam combatterà non solo per sconfiggere gli invasori Zanscare, ma anche per scoprire cosa ne è stato dei suoi genitori che lo hanno abbandonato sulla terra per andare nello spazio.

## Episodi
| Nº | Giapponese 「Kanji」 - Rōmaji | In onda           | In onda |
| Nº | Giapponese 「Kanji」 - Rōmaji | Giapponese        |         |
| 1  | 「白いモビルスーツ」 - Shiroi mobirusūtsu | 2 aprile 1993     |         |
| 1  | Uso ruba il Mobile Suit Shokew dalla BESPA (Ballistic Equipment and Space Patrol Armory). Tuttavia, viene distrutto dal Tenente Chronicle Asher, pilotando un mobile suit tipo Zolo. Uso riesce a scappare eiettandosi e viene abbandonato in una foresta, dato per morto. La signora Marbet pilota il Core Fighter del White Gundam alla ricerca di Uso. Un gruppo che trasporta il resto del White Gundam si sposta nella città di Uwig per incontrare Boysen, responsabile della gestione di una fabbrica che costruisce i White Gundam. Il gruppo trova Uwig distrutta e Boysen e il suo gruppo uccisi. Uso viene salvato dalla signora Marbet, pilotando il Core Fighter del White Gundam, che assume la forma di un jet. Grazie a una mappa lasciata da Boysen, il gruppo riesce a trovare la fabbrica. Uso pilota il Core Fighter, mentre la signora Marbet viaggia dietro a causa delle ferite, fino alla fabbrica, dove si riuniscono al gruppo. Il Tenente Chronicle Asher porta il suo Zolo per un test di volo non programmato e scopre diversi grandi camion nelle vicinanze della fabbrica in cui si nasconde il gruppo. Il Tenente Chronicle Asher bombarda l'area nel tentativo di distruggere la fabbrica e i suoi Gundam. Uso lo combatte a bordo del Core Fighter, ma quando finisce le munizioni la fabbrica lancia il Top Fighter e gli Boots del White Gundam. Uso aggancia il suo Core Fighter al Top Fighter, ma gli Boots vengono distrutti dal Tenente Chronicle Asher. La fabbrica invia un altro set di Boots a cui Uso si aggancia. Il Mobile Suit Bianco travolge rapidamente il Tenente Chronicle Asher a bordo del suo Zolo. Il Tenente Chronicle Asher si ritira dopo che i sensori del suo Zolo vengono distrutti. Il Mobile Suit Bianco si rivela essere un Mobile Suit di tipo Victory. |                   |         |
| 2  | 「マシンと会った日」 - Mashin to atta nichi | 9 aprile 1993     |         |
| 2  | L'episodio è un flashback a Kasarelia, la patria di Uso e Shahkti, con uno scontro tra la signora Marbet a bordo del Core Fighter e il tenente Chronicle Asher a bordo dello Shokew. Durante lo scontro, la signora Marbet viene colpita a una gamba. Uso, che in quel momento sta facendo paracadutismo, atterra accidentalmente sullo Shokew e inizia a combattere con il tenente Chronicle Asher nella cabina di pilotaggio, facendo precipitare lo Shokew in un fiume. Uso pilota lo Shokew e, dopo alcuni incidenti, riesce ad atterrare. Uso e Shahkti lasciano la signora Marbet alle cure del suo gruppo della League Militaire e tornano a casa. Più tardi quella notte, mentre Uso sta inviando un'e-mail alla signora Katejina Loos, che vive a Uwig, scopre una famiglia di immigrati clandestini in casa sua. Vedono poi un folto gruppo di elicotteri Zolo dirigersi verso Uwig per bombardarla. Il gruppo discute delle azioni dell'Impero Zanscare e dell'uso della sua "ghigliottina" sulla Terra attraverso il BESPA. Uso decolla a bordo dello Shokew e si dirige verso Uwig per proteggere la signorina Katejina Loos. Lungo il cammino incontra uno Zolo del BESPA e ne segue una battaglia. Uso vince e prosegue verso Uwig. |                   |         |
| 3  | 「ウッソの戦い」 - Usso no tatakai | 16 aprile 1993    |         |
| 4  | 「戦いは誰のために」 - Tatakai ha dare notameni | 23 aprile 1993    |         |
| 5  | 「ゴッゾーラの反撃」 - Gozzōra no hangeki | 30 aprile 1993    |         |
| 6  | 「戦士のかがやき」 - Senshi nokagayaki | 7 maggio 1993     |         |
| 7  | 「ギロチンの音」 - Girochin no oto | 14 maggio 1993    |         |
| 8  | 「激闘!波状攻撃」 - Gekitō! hajōkōgeki | 21 maggio 1993    |         |
| 9  | 「旅立ち」 - Tabidachi | 28 maggio 1993    |         |
| 10 | 「鮮烈!シュラク隊」 - Senretsu! shuraku tai | 4 giugno 1993     |         |
| 11 | 「シュラク隊の防壁」 - Shuraku tai no bōheki | 11 giugno 1993    |         |
| 12 | 「ギロチンを粉砕せよ」 - Girochin wo funsai seyo | 18 giugno 1993    |         |
| 13 | 「ジブラルタル空域」 - Jiburarutaru kūiki | 25 giugno 1993    |         |
| 14 | 「ジブラルタル攻防」 - Jiburarutaru kōbō | 2 luglio 1993     |         |
| 15 | 「スペースダスト」 - Supeusudasuto | 9 luglio 1993     |         |
| 16 | 「リーンホース浮上」 - Riinhōsu fujō | 16 luglio 1993    |         |
| 17 | 「帝国の女王」 - Teikoku no joō | 23 luglio 1993    |         |
| 18 | 「宇宙艦隊戦」 - Uchū kantaisen | 30 luglio 1993    |         |
| 19 | 「シャクティを捜せ」 - Shakutei wo sagase | 6 agosto 1993     |         |
| 20 | 「決戦前夜」 - Kessen zenya | 13 agosto 1993    |         |
| 21 | 「戦略衛星を叩け」 - Senryaku eisei wo tatake | 20 agosto 1993    |         |
| 22 | 「宇宙の虎」 - Uchū no tora | 27 agosto 1993    |         |
| 23 | 「ザンスカール潜入」 - Zansukaaru sennyū | 3 settembre 1993  |         |
| 24 | 「首都攻防」 - Shuto kōbō | 10 settembre 1993 |         |
| 25 | 「敵艦と敵地へ」 - Tekikan to tekichi he | 17 settembre 1993 |         |
| 26 | 「マリアとウッソ」 - Maria to usso | 24 settembre 1993 |         |
| 27 | 「宇宙を走る閃光」 - Uchū wo hashiru senkō | 1º ottobre 1993   |         |
| 28 | 「大脱走」 - Daidassō | 8 ottobre 1993    |         |
| 29 | 「新しいスーツV2」 - Atarashi i sūtsu V2 | 15 ottobre 1993   |         |
| 30 | 「母のガンダム」 - Haha no gandamu | 22 ottobre 1993   |         |
| 31 | 「モトラッド発進」 - Motoraddo hasshin | 29 ottobre 1993   |         |
| 32 | 「ドッゴーラ激進」 - Doggōra geki susumu | 5 novembre 1993   |         |
| 33 | 「海に住む人々」 - Umi ni sumu hitobito | 12 novembre 1993  |         |
| 34 | 「巨大ローラー作戦」 - Kyodai rōraa sakusen | 19 novembre 1993  |         |
| 35 | 「母かシャクティか」 - Haha ka shakutei ka | 26 novembre 1993  |         |
| 36 | 「母よ大地にかえれ」 - Haha yo daichi nikaere | 3 dicembre 1993   |         |
| 37 | 「逆襲ツインラッド」 - Gyakushū tsuinraddo | 10 dicembre 1993  |         |
| 38 | 「北海を炎にそめて」 - Hokkai wo honoo nisomete | 17 dicembre 1993  |         |
| 39 | 「光の翼の歌」 - Hikari no tsubasa no uta | 24 dicembre 1993  |         |
| 40 | 「超高空攻撃の下」 - Chōkō sora kōgeki no shita | 7 gennaio 1994    |         |
| 41 | 「父のつくった戦場」 - Chichi notsukutta senjō | 14 gennaio 1994   |         |
| 42 | 「鮮血は光の渦に」 - Senketsu ha hikari no uzu ni | 21 gennaio 1994   |         |
| 43 | 「戦場の彗星ファラ」 - Senjō no suisei fara | 28 gennaio 1994   |         |
| 44 | 「愛は光の果てに」 - Ai ha hikari no hate ni | 4 febbraio 1994   |         |
| 45 | 「幻覚に踊るウッソ」 - Genkaku ni odoru usso | 11 febbraio 1994  |         |
| 46 | 「タシロ反乱」 - Tashiro hanran | 18 febbraio 1994  |         |
| 47 | 「女たちの戦場」 - Onna tachino senjō | 25 febbraio 1994  |         |
| 48 | 「消える命咲く命」 - Kie ru inochi saku inochi | 4 marzo 1994      |         |
| 49 | 「天使の輪の上で」 - Tenshi no wa no uede | 11 marzo 1994     |         |
| 50 | 「憎しみが呼ぶ対決」 - Nikushimi ga yobu taiketsu | 18 marzo 1994     |         |
| 51 | 「天使たちの昇天」 - Tenshi tachino shōten | 25 marzo 1994     |         |